# 1959年の南海ホークス
1959年の南海ホークスでは、1959年の南海ホークスの動向をまとめる。
この年の南海ホークスは、鶴岡一人監督の14年目のシーズンであり、4年ぶり7度目のリーグ優勝に輝いたシーズンである。

## 概要
過去3年間優勝から遠ざかる鶴岡監督はチームにユニフォームの変更を打診。それまでのシンプルユニフォームに代えて、この年登場の新ユニフォームは肩から袖にかけて太いラインが入るものになり、さらに帽子の「NHマーク」とビジター用の「NANKAI」ロゴもこの年から一新された。チームは5月以降西鉄や大毎など他球団を突き放し、7月初め時点まで大毎に7ゲーム差を付け一度は優勝秒読みと言われた。しかし、投打ともに息切れした8月になると大毎が首位を奪還。一進一退の攻防が続いたが大毎の主力選手にアクシデントが続いた8月後半以降は首位を奪回し、杉浦忠や野村克也といった若いバッテリーの活躍もあり優勝を達成。投手陣は杉浦の38勝を筆頭に祓川正敏を含め4人が2桁勝利を挙げる活躍で、チーム防御率は2.44とリーグ1位。打撃陣は大毎の114本塁打と24本差の90本にとどまったが、打率はリーグ唯一の2割6分台をマーク。この年の日本シリーズは巨人と4年ぶりの対戦となり、巨人相手に4連勝を飾り5回目の日本シリーズ挑戦で初の日本一を果たし、鶴岡監督の悲願である打倒巨人がようやく実現した。優勝後、日本で初めてのビールかけが南海ナインの手によって行われた。前述の新ユニフォームで初の日本一に輝いたこともあり、このデザインは1968年まで10年間使用され強い南海の象徴となった。

## チーム成績

### レギュラーシーズン
| 1 | 遊 | 広瀬叔功   |
| 2 | 三 | 半田春夫   |
| 3 | 右 | 杉山光平   |
| 4 | 左 | 穴吹義雄   |
| 5 | 捕 | 野村克也   |
| 6 | 二 | 岡本伊三美 |
| 7 | 中 | 大沢昌芳   |
| 8 | 一 | 寺田陽介   |
| 9 | 投 | 杉浦忠     |

| 順位 | 4月終了時 | 4月終了時 | 5月終了時 | 5月終了時 | 6月終了時 | 6月終了時 | 7月終了時 | 7月終了時 | 8月終了時 | 8月終了時 | 9月終了時 | 9月終了時 | 最終成績 | 最終成績 |
| ---- | --------- | --------- | --------- | --------- | --------- | --------- | --------- | --------- | --------- | --------- | --------- | --------- | -------- | -------- |
| 1位  | 南海      | --        | 南海      | --        | 南海      | --        | 南海      | --        | 南海      | --        | 南海      | --        | 南海     | --       |
| 2位  | 西鉄      | 1.0       | 西鉄      | 3.5       | 大毎      | 7.0       | 大毎      | 5.0       | 大毎      | 3.0       | 大毎      | 8.0       | 大毎     | 6.0      |
| 3位  | 東映      | 2.5       | 東映      | 5.0       | 西鉄      | 7.5       | 東映      | 8.5       | 西鉄      | 12.0      | 西鉄      | 20.5      | 東映     | 21.0     |
| 4位  | 大毎      | 4.0       | 大毎      | 5.5       | 東映      | 9.5       | 西鉄      | 10.5      | 東映      | 15.0      | 東映      | 25.0      | 西鉄     | 22.0     |
| 5位  | 近鉄      | 8.0       | 阪急      | 11.0      | 阪急      | 20.5      | 阪急      | 29.5      | 阪急      | 35.5      | 阪急      | 38.5      | 阪急     | 40.0     |
| 6位  | 阪急      | 8.5       | 近鉄      | 17.0      | 近鉄      | 24.5      | 近鉄      | 36.5      | 近鉄      | 39.5      | 近鉄      | 49.0      | 近鉄     | 49.0     |

| 順位 | 球団               | 勝 | 敗 | 分 | 勝率 | 差   |
| 1位  | 南海ホークス       | 88 | 42 | 4  | .677 | 優勝 |
| 2位  | 毎日大映オリオンズ | 82 | 48 | 6  | .631 | 6.0  |
| 3位  | 東映フライヤーズ   | 67 | 63 | 5  | .515 | 21.0 |
| 4位  | 西鉄ライオンズ     | 66 | 64 | 14 | .508 | 22.0 |
| 5位  | 阪急ブレーブス     | 48 | 82 | 4  | .369 | 40.0 |
| 6位  | 近鉄バファロー     | 39 | 91 | 3  | .300 | 49.0 |

### 日本シリーズ
| 日付                                | 試合   | ビジター球団（先攻） | スコア   | ホーム球団（後攻） | 開催球場   |
| ----------------------------------- | ------ | -------------------- | -------- | ------------------ | ---------- |
| 10月24日（土）                      | 第1戦  | 読売ジャイアンツ     | 7 - 10   | 南海ホークス       | 大阪球場   |
| 10月25日（日）                      | 第2戦  | 読売ジャイアンツ     | 3 - 6    | 南海ホークス       | 大阪球場   |
| 10月26日（月）                      | 移動日 | 移動日               | 移動日   | 移動日             | 移動日     |
| 10月27日（火）                      | 第3戦  | 南海ホークス         | 3 - 2    | 読売ジャイアンツ   | 後楽園球場 |
| 10月28日（水）                      | 第4戦  | 雨天中止             | 雨天中止 | 雨天中止           | 後楽園球場 |
| 10月29日（木）                      | 第4戦  | 南海ホークス         | 3 - 0    | 読売ジャイアンツ   | 後楽園球場 |
| 優勝：南海ホークス（11年ぶり3回目） |        |                      |          |                    |            |

## オールスターゲーム1959
- 選出選手及びスタッフ

| ポジション | 名前        | 選出回数 |
| ---------- | ----------- | -------- |
| コーチ     | 山本一人    |          |
| 投手       | 杉浦忠      | 2        |
| 捕手       | 野村克也    | 3        |
| 内野手     | 半田春夫    | 初       |
| 内野手     | 寺田陽介    | 初       |
| 内野手     | 岡本伊三美▲ | 5        |
| 外野手     | 広瀬叔功    | 2        |

- 太字はファン投票による選出。▲は出場辞退選手発生による補充選手。

## できごと
- 10月20日 - 大毎オリオンズ戦ダブルヘッダー、打率1位の南海・杉山光平（この日まで0.323）は出場せず、2位の山内和弘（同0.319）に対し、第1試合第1打席は敬遠。ところが第2打席、山内が二塁打を打って打率アップ。慌てた南海投手陣は以後は第2試合第3打席まで慎重に敬遠、観念した山内はベンチへ下がり、杉山の首位打者が確定。これが初の「首位打者争いでの敬遠」である。

## 表彰選手
| リーグ・リーダー | リーグ・リーダー | リーグ・リーダー | リーグ・リーダー |
| 選手名           | タイトル         | 成績             | 回数             |
| ---------------- | ---------------- | ---------------- | ---------------- |
| 杉浦忠           | 最高殊勲選手     |                  | 初受賞           |
| 杉浦忠           | 最優秀防御率     | 1.40             | 初受賞           |
| 杉浦忠           | 最多勝利         | 38勝             | 初受賞           |
| 杉浦忠           | 最多奪三振       | 336個            | 初受賞           |
| 杉浦忠           | 最高勝率         | .905             | 初受賞           |
| 杉山光平         | 首位打者         | .323             | 初受賞           |

| ベストナイン | ベストナイン | ベストナイン |
| 選手名       | ポジション   | 回数         |
| ------------ | ------------ | ------------ |
| 杉浦忠       | 投手         | 初受賞       |
| 野村克也     | 捕手         | 4年連続4度目 |
| 岡本伊三美   | 二塁手       | 2年ぶり5度目 |
| 杉山光平     | 外野手       | 2年連続3度目 |